# 沃拉
沃拉，是阿爾巴尼亞中部地拉那州的一个市镇，2015年地方政府改革时成立，由原三个市镇合并而成，原三个市镇则成为新市镇的行政分区。行政中心为沃拉镇。市镇面积为82.76平方公里，人口数量为25,511人（2011年）。合并前的沃拉市镇在2011年的人口数量为10,901人。
沃拉是阿爾巴尼亞國內重要的交通運輸樞紐。